# Gerhard von Yhlen
Gerhard Olof Justin von Yhlen, född 13 september 1819 på Ållonö i Östra Stenby socken, Östergötlands län, död 7 juli 1909 i Lysekil, var en svensk fiskeritjänsteman, karantänsmästare, tecknare och målare.
Han var son till godsägaren Gerhard Adolf von Yhlen och Christina Henrietta Rosenstierna och brorson till Bror Justin von Yhlen. Efter avlagd studentexamen i Uppsala 1837 bedrev han zoologiska studier. Efter att han sålt sitt fädernegods Ållonö anställdes han som  fiskeritjänsteman 1864 och utnämndes 1866 till tillsyningsman vid Bohusläns havsfiskeområde. Han var karantänsmästare på Känsö karantän 1885–1900. Yhlen var mycket intresserad och kunnig i zoologi, jakt och teckning och fick av den orsaken följa med Svenska Spetsbergenexpeditionen 1861. Tillsammans med expeditionens andra tecknare professor Christian Wilhelm Blomstrand utförde man ett flertal planscher i Karl Chydenius utgivna arbete Svenska expeditionen till Spetsbergen år 1861 under ledning av Otto Torell. Gerhard von Yhlen är representerad med ett självporträtt på Krapperup i Skåne.
von Yhlen avled den 7 juli 1909, varvid han slöt sin fädernesätt.